# جايسون ونايت (مقاتل)
جايسون ونايت (بالإنجليزية: Jason Knight) هو فنان قتال مختلط أمريكي، ولد في 14 يوليو 1992 في مسيسيبي في الولايات المتحدة.

## وصلات خارجية
- جايسون ونايت على موقع بوكس ريك (الإنجليزية) (registration required)
- جايسون ونايت على موقع يو إف سي (الإنجليزية)
- جايسون ونايت على موقع شيردوغ (الإنجليزية)
- جايسون ونايت على موقع Tapology.com (الإنجليزية)
- جايسون ونايت على موقع IMDb (الإنجليزية)
- جايسون ونايت على موقع قاعدة بيانات الفيلم (الإنجليزية)